# Nie Chongrui
Nie Chongrui (en chino: 聂崇瑞) es un dibujante (manhuajia) y escritor chino nacido el 23 de enero de 1943 en Calcuta, India. 

## Biografía
Nie Chongrui nació en India en 1943, donde su padre ocupaba un puesto en el Banco Central. En 1946, la familia regresó a China y se instaló en Shanghái hasta 1953, cuando su padre fue trasladado a una empresa de importación y exportación de Beijing. Procedía de una gran familia de la dinastía Qing, que vivió entre los siglos XVII y XIX en la provincia de Hunan, cerca de la famoso monte Hengshan. 
Nie Chongrui mostró una temprana aptitud para las bellas artes y el dibujo. Gracias a sus buenos resultados, fue enviado directamente a la 35.ª Escuela Secundaria de Pekín, donde se impartía un curso de bellas artes. A los 16 años ya sabía que quería estudiar en una escuela de arte. Los disturbios sociales de 1962, que suspendieron los exámenes, no se lo permitieron. Así que se matriculó en una escuela de arte para aficionados. 
En plena Revolución Cultural, la mayoría de los artistas profesionales fueron enviados al campo a vivir con los campesinos, la clase trabajadora. Bajo presión económica, Nie Chongrui empezó a trabajar como mecánico en Shanxi.
Pero un obrero-artista como él pronto fue descubierto por sus cualidades artísticas. En aquella época, la fábrica de diapositivas de Pekín reclutaba artistas profesionales para lanzar campañas de propaganda. ¡Durante 16 años, aprovechando su tiempo libre, Nie Chongrui consiguió que se publicaran sus propias historietas en lianhuanhua y sus ilustraciones en revistas como ¡Roland! Enigmas del Mundo, Pavlov, Rayos X y Roentgen. Al mismo tiempo, de 1984 a 1986, asistió a la Academia Central de Bellas Artes de China, en Beijing. Cuando la fábrica cerró en 1995, Nie Chongrui trabajó en un estudio de arquitectura de Beijing. Allí adquirió una sólida técnica que puso en práctica en sus obras.
Entre 1997 y 2003, Nie fue director artístico de la Editorial Popular de Bellas Artes de Beijing. Durante este periodo, publicó sus propias obras en la revista Rey del Dibujo, una publicación de la editorial, entre ellas: El hijo del comerciante y Nie Xiaoqian (1996), Desprendimientos y dignidad (1997), Hoh Xil (1998), ¡Vamos a un viaje de supervivencia al aire libre! (1999). También realiza dibujos para la revista Dibujos para Niños y los libros de texto de educación nacional. En 2003, dejó la Editorial Popular de Bellas Artes de Beijing para dedicarse a la pintura durante un tiempo.
Desde 2006, es diseñador profesional en Beijing Total Vision Culture Co. Ltd. Adaptó las famosas Los extraños cuentos de Liaozhai de Pu Songling. Fue entonces cuando su cómic, Le Fils du Marchand (El Hijo del Mercader), fue publicado en Francia por XiaoPan Editions. Fue su primera obra comercializada fuera de China, presentada en el Festival Internacional del Cómic de Angulema, seguida poco después, en 2007, por la publicación de La Belleza del Templo Encantado, adaptación de un cuento de Pu Songling.
En 2010, Ediciones Fei publicó el primer volumen de la serie Juez Bao, en colaboración con el guionista francés Patrick Marty (serie de 6 volúmenes traducida al italiano por Coconino Press, al neerlandés por Xtra Editions y al estadounidense por Archaia Entertainment). Sus obras se publican actualmente en China. En 2013, Ediciones Kotoji ofrece una reedición de La Belleza del Templo Embrujado, tras la desaparición de la editorial XiaoPan. En 2015, Nie expuso por primera vez en Francia una serie de dibujos originales en la galería de Fei Editions de París.
Después, Nie decidió establecerse en Francia mientras seguía viajando regularmente a Estados Unidos y regresaba a China de vez en cuando. Decidió entonces dedicar tiempo a desarrollar una historia cómica sobre un periodo de su vida transcurrido en las montañas, donde la naturaleza transformaba al Hombre y viceversa. En marzo de 2019, dicha historia será publicada por Steinkis: A lo Lejos, una Montaña. Nie participa cada año en los festivales de cómic más importantes de Francia y del extranjero.

## Obras publicadas en China
- 1996 : El Hijo del Mercader (Edición Popular de Bellas Artes de Pekín)
- 1996 : Nie Xiaoqian (Edición Popular de Bellas Artes de Beijing)
- 1997 : Desprendimientos de Tierra (Ediciones Populares de Bellas Artes de Beijing)
- 1997 : Dignidad (Ediciones Populares de Bellas Artes de Beijing)
- 1998 : Hoh Xil (Ediciones Populares de Bellas Artes de Beijing)
- 1999 : ¡Vamos a un viaje de supervivencia al aire libre! (Editorial Popular de Bellas Artes de Beijing)

## Obas publicadas en Francia
- 2006 : El Hijo del Mercader (en color), Nie Chongrui, ISBN 978-2-940380-01-5 (Edición XiaoPan)
- 2007 : La Belleza del Templo Encantado (en blanco y negro), Nie Chongrui, ISBN 978-2-940380-37-4 (Edición XiaoPan)
- 2013 : La Belleza del Templo Encantado (en blanco y negro), reimpreso por Kotoji Editions, ISBN 978-2-953848-09-0
- 2019 : A lo lejos, una montaña (en blanco y negro), Nie Chongrui, ISBN 978-2-368462-55-3 (Edición Steinkis)

### Serie Juez Bao
Al igual que el Juez Ti, el Juez Bao (999-1062) es una figura histórica convertida en héroe literario. Nie Chongrui y Patrick Marty le han dedicado una serie de seis volúmenes en blanco y negro, publicados por Fei:
- 2010 : Juez Bao y el Fénix de Jade (vol. 1), Patrick Marty, Nie Chongrui, Fang Er-Ping (trad.), ISBN 978-2-35966-000-5
- 2010 : Juez Bao y el Rey de los Niños (vol. 2), Patrick Marty, Nie Chongrui, Fang Er-Ping (trad.), ISBN 978-2-35966-001-2
- 2010 : Obras completas del Juez Bao (1/2) - (caja vol. 1, 2 y 3), Patrick Marty, Nie Chongrui, Fang Er-Ping (trad.), EAN 360-0-12120-123-1
- 2011 : Juez Bao y la Belleza Envenenada (vol. 3), Patrick Marty, Nie Chongrui, Fang Er-Ping (trad.), ISBN 978-2-35966-006-7
- 2012 : Juez Bao y la Posada Maldita (vol. 4), Patrick Marty, Nie Chongrui, Fang Er-Ping (trad.), ISBN 978-2-35966-007-4
- 2013 : Juez Bao y las Lágrimas de Buda (vol. 5), Patrick Marty, Nie Chongrui, Fang Er-Ping (trad.), ISBN 978-2-35966-008-1
- 2014 : Juez Bao y la Emperatriz Olvidada (vol. 6), Patrick Marty, Nie Chongrui, Fang Er-Ping (trad.), ISBN 978-2-35966-009-8
- 2014 : Obras completas del juez Bao (2/2) (caja vol. 4, 5 y 6), Patrick Marty, Nie Chongrui, Fang Er-Ping (trad.), ISBN 978-2-35966-036-4